# Harmonikus közép
Véges sok pozitív szám harmonikus közepe a számok reciprokaiból számított számtani közép reciproka. A harmonikus közepet általában H betűvel jelöljük.
{\displaystyle H(a_{1};...;a_{n})={\frac {1}{\frac {{\frac {1}{a_{1}}}+...+{\frac {1}{a_{n}}}}{n}}}={\frac {n}{{\frac {1}{a_{1}}}+...+{\frac {1}{a_{n}}}}}}
Az elnevezés onnan adódik, hogy a harmonikus sorban:
a másodiktól kezdve minden tag a két szomszédjának harmonikus közepe.

## Kapcsolata más közepekkel
A harmonikus közép, miként a számtani és a mértani közép, a hatványközepek egy speciális példája. Nevezetesen, a harmonikus közép a (-1)-hez tartozó hatványközép. Több szám harmonikus közepe inkább a kisebb számok felé húz; ezzel a nagy számok hatása csökken, a kis számoké megnő. Sokszor tévesen a számtani közepet használják olyan esetekben, amik harmonikus közepet kívánnak, de az nem ad pontos eredményt, az túl nagy lesz, és csak felső becslésnek jó. A lenti sebességpéldában a számtani közép 50-et ad, holott a pontos érték 48.

## Két szám harmonikus közepe
{\displaystyle H(a;b)={\frac {2}{{\frac {1}{a}}+{\frac {1}{b}}}}={\frac {2}{\frac {a+b}{a\cdot b}}}={\frac {2ab}{a+b}}}

Geometriai szerkesztés, két szám, a és b pitagoraszi közepeire. H a harmonikus közép püspöklilával. Q a négyzetes közép. Mivel az átfogó mindig hosszabb, mint a derékszögű háromszög befogója, a diagram mutatja a Q > A > G > H egyenlőtlenséget is.

Két szám harmonikus közepét ez utóbbi alakban szoktuk felírni.
Ha az a és b pozitív számok számtani közepét {\displaystyle A=(a+b)/2}, mértani közepét {\displaystyle G={\sqrt {ab}}} jelöli, akkor felírhatók az alábbi összefüggések:
{\displaystyle H={\frac {G^{2}}{A}}}
és
{\displaystyle G={\sqrt {AH}},}
továbbá
{\displaystyle H\leqslant G\leqslant A.}
Ez az utóbbi egyenlőtlenség több pozitív szám közepeire is érvényes. Ha az adott pozitív számok halmaza nem üres, és minden eleme egyenlő, akkor ez az egyenlőtlenség egyenlőséggel teljesül.

## Három szám harmonikus közepe
Három pozitív szám, H, G, és A akkor és csak akkor harmonikus, mértani és számtani közepei három számnak, ha::p.74,#1834
{\displaystyle {\frac {A^{3}}{G^{3}}}+{\frac {G^{3}}{H^{3}}}+1\leq {\frac {3}{4}}\left(1+{\frac {A}{H}}\right)^{2}.}

## Akárhány szám harmonikus közepe
Az {\displaystyle x_{1},x_{2},\ldots ,x_{n}} pozitív valós számok harmonikus közepe:
{\displaystyle H={\frac {n}{{\frac {1}{x_{1}}}+{\frac {1}{x_{2}}}+\cdots +{\frac {1}{x_{n}}}}}={\frac {n}{\sum \limits _{i=1}^{n}{\frac {1}{x_{i}}}}}=\left({\frac {\sum \limits _{i=1}^{n}x_{i}^{-1}}{n}}\right)^{-1}.}
A harmadik képlet a harmonikus közepet úgy fejezi ki, hogy a reciprokok számtani közepének reciproka.
A következő képlet jobban megmutatja a harmonikus közép kapcsolatát a számtani és a mértani középpel:
{\displaystyle H={\frac {n\cdot \prod \limits _{j=1}^{n}x_{j}}{\sum \limits _{i=1}^{n}\left\{{\frac {1}{x_{i}}}{\prod \limits _{j=1}^{n}x_{j}}\right\}}}.}
azaz a harmonikus közép pozitív valós számokra a számtani reciprokos duálisa:
{\displaystyle 1/H(1/x_{1}\ldots 1/x_{n})=A(x_{1}\ldots x_{n})}
A harmonikus közép Schur-konkáv, és a minimum dominálja. Ez azt jelenti, hogy ha adva vannak az argumentumok, akkor:
{\displaystyle \min(x_{1}\ldots x_{n})\leq H(x_{1}\ldots x_{n})\leq n\min(x_{1}\ldots x_{n})}
Tehát ahhoz, hogy a harmonikus közép nem válik akármilyen naggyá, ha legalább az egyik argumentum a régi értékén marad. Emiatt csökkenti a nagy kilógó adatok hatását, és megnöveli a kis kilógókét. Ha nem egyenlő adatok közül úgy változtatunk néhányat, hogy számtani közepük megmaradjon, akkor harmonikus közepük csökken.
A harmonikus közép a hatványközepek közül a mínusz egyedik:
{\displaystyle H(x_{1},x_{2},\ldots ,x_{n})=M_{-1}(x_{1},x_{2},\ldots ,x_{n})={\frac {n}{x_{1}^{-1}+x_{2}^{-1}+\cdots +x_{n}^{-1}}}}
Néha a számtani közepet tévesen használják harmonikus közép helyett.  Ez csak felső becslésnek jó.
Több szám esetén is teljesül ez az összefüggés:
{\displaystyle H(x_{1},\ldots ,x_{n})={\frac {(G(x_{1},\ldots ,x_{n}))^{n}}{A(x_{2}x_{3}\cdots x_{n},x_{1}x_{3}\cdots x_{n},\ldots ,x_{1}x_{2}\cdots x_{n-1})}}={\frac {(G(x_{1},\ldots ,x_{n}))^{n}}{A\left({\frac {1}{x_{1}}}{\prod \limits _{i=1}^{n}x_{i}},{\frac {1}{x_{2}}}{\prod \limits _{i=1}^{n}x_{i}},\ldots ,{\frac {1}{x_{n}}}{\prod \limits _{i=1}^{n}x_{i}}\right)}}.}
Itt a nevezőben a szorzatokban az egyik tényező mindig kimarad. A számlálóban a mértani közép az n-edik hatványon van.

## Súlyozott harmonikus közép
Legyenek {\displaystyle x_{1}}, ..., {\displaystyle x_{n}} a megadott számok, és adva legyenek rendre a {\displaystyle w_{1}}, ..., {\displaystyle w_{n}} súlyok. Ekkor az {\displaystyle x_{1}}, ..., {\displaystyle x_{n}} számok harmonikus közepe a {\displaystyle w_{1}}, ..., {\displaystyle w_{n}} súlyok szerint:
{\displaystyle {\frac {\sum _{i=1}^{n}w_{i}}{\sum _{i=1}^{n}{\frac {w_{i}}{x_{i}}}}}.}
A közönséges harmonikus közép akkor adódik, ha minden súly 1.

## Fizikai alkalmazásai

### Ellenállások
Két párhuzamosan kapcsolt ellenállás eredője a két ellenállás harmonikus közepének a fele. Például egy 40Ω-os és egy 60Ω-os ellenállás helyettesíthető két 48Ω-os ellenállással, amik együtt egy 24Ω-os ellenállásnak felelnek meg.
A sorba kapcsolt ellenállások ellenben a számtani közepüknek megfelelő ellenállással helyettesíthetők, és az eredő ellenállás az ellenállások összege lesz.

### Átlagsebesség
A harmonikus közepet a fizikában többek között átlagsebesség kiszámítására használhatjuk, ha az adott sebességekkel ugyanannyi utakat tettünk meg.
Ha egy jármű két pont közötti utat n-szer rendre {\displaystyle v_{1};v_{2};...;v_{n}} sebességekkel tette meg, akkor az átlagsebesség ezen sebességek harmonikus közepe: {\displaystyle H(v_{1};...;v_{n})={\frac {n}{{\frac {1}{v_{1}}}+...+{\frac {1}{v_{n}}}}}}

#### Bizonyítás
Legyen a két pont távolsága {\displaystyle s}, és az út megtételéhez szükséges idők rendre {\displaystyle t_{1};t_{2};...;t_{n}}. Ekkor az átlagsebesség definíciója szerint:
{\displaystyle v_{{\acute {a}}tlag}={\frac {n\cdot s}{t_{1}+t_{2}+...+t_{n}}}}
Minden {\displaystyle i}-re ({\displaystyle i\leq n;i\in \mathbb {Z^{+}} }) {\displaystyle t_{i}={\frac {s}{v_{i}}}}, ezért
{\displaystyle v_{{\acute {a}}tlag}={\frac {n\cdot s}{{\frac {s}{v_{1}}}+{\frac {s}{v_{2}}}+...+{\frac {s}{v_{n}}}}}}
{\displaystyle s}-sel való egyszerűsítés után kapjuk, hogy
{\displaystyle v_{{\acute {a}}tlag}={\frac {n}{{\frac {1}{v_{1}}}+...+{\frac {1}{v_{n}}}}}}

## Biológiai alkalmazások
A populációbiológiában használatos effektív populációméret ({\displaystyle N_{e}}) kiszámításához alkalmazható a harmonikus közép. Ingadozó méretű populációk esetén a populáció effektív mérete  reciproka a populáció nagyságok harmonikus közepével adható meg, amennyiben a generációk nem-átfedők.
{\displaystyle {\frac {1}{N_{e}}}={\frac {1}{t}}\sum _{i=1}^{t}{\frac {1}{N_{i}}}}

## Pénzügyi alkalmazásai
A harmonikus közepet arányok átlagolásához használják. A számtani közép a két adatsor közül nagyobb súlyt juttatna a kisebbnek; a harmonikus közép viszont minden adatot ugyanolyan súllyal tekint, akármelyik adatsorból való is légyen.

## Alkalmazások más területeken
A hidrológiában a különböző áteresztőképességű rétegekre merőleges áteresztőképesség az áteresztőképességek harmonikus közepe. A rétegekkel párhuzamos áteresztőképesség azonban a számtani középpel számítható.
Az üzemanyag-felhasználást rendszerint két mértékegységben mérik: a mérföld per gallonban (mpg), és a liter per 100 kilométerben. Az egyik mértékegységben kifejezett átlagos üzemanyag-felhasználások kifejezhetők a megfelelő szorzóval és az üzemanyag-felhasználások harmonikus közepével.
A harmonikus közép az együttes munkavégzés idejének kiszámításához is felhasználható. Példa: Egy medencét két csap külön-külön négy, illetve hat óra alatt tölt fel. Mennyi idő alatt tölti fel a két csap együtt? A válasz: (6 · 4)/(6 + 4) óra, azaz 2,4 óra alatt töltik fel együtt.
A statisztikai kétmintás t-próbában, amikor is azt kell eldönteni két adatsorról, hogy ugyanaz-e a várható érték, akkor a t statisztika képletében szerepel egy {\displaystyle {\sqrt {\frac {mn}{m+n}}}} szorzó, ahol m és n a két minta elemszáma.